# الحساسنة (موالين الغابة)
الحساسنة هي إحدى مشيخات المملكة المغربية، تتبع جغرافيا لإقليم بنسليمان وإداريًا لموالين الغابة. يقدر عدد سكانها بـ 5254 نسمة حسب الإحصاء الرسمي للسكان والسكنى لسنة 2004.